# Magnus Bång
Erik Magnus Bång, född 5 september 1893 i Jönköping, död 11 april 1980 i Göteborg, var en svensk militär (överste). 

## Biografi
Bång utnämndes till fänrik vid Hallands regemente 1916. Han var placerad vid flygkompaniet 1920–1925 och överfördes till Flygvapnet 1926. Han var för försvarets räkning kommenderad till Holland 1924 och England 1924. Han var flottiljchef för den nyupprättade Göta flygflottilj (F 9) 1940–1948. Åren 1948–1949 var han chef för Västra flygbasområdet (Flybo V). För att på 1920-talet popularisera flyget bjöd han bland annat upp Ellen Key på en flygtur över Västergötland. Som tack skrev hon visan Jag önskade att vara en liten blå förgätmigej till jaktflygarna vid flottiljen på Malmslätt. Han blev riddare av Svärdsorden 1937 och kommendör av andra klassen av samma orden 1946.
Magnus Bång är begravd på Östra kyrkogården i Göteborg. Han var bror till borgmästaren Gustaf Bång.